# ويلينغتون (تكساس)
ويلينغتون (بالإنجليزية: Wellington, Texas)‏ هي مدينة تقع بولاية تكساس في شمال شرق الولايات المتحدة. تبلغ مساحة هذه المدينة 3.5 (كم²)، وترتفع عن سطح البحر 619 م، بلغ عدد سكانها 2275 نسمة في عام 2000 حسب إحصاء مكتب تعداد الولايات المتحدة وتصل الكثافة السكانية فيها 644.9 نسمة/كم2.

## التركيبة السكانية
حدّد مكتب تعداد الولايات المتحدة بيانات التركيبة السكانية لويلينغتون في تعداد الولايات المتحدة. في ما يلي، التركيبة السكانية حسب تعدادي 2000 و2010.

### تعداد عام 2000
بلغ عدد سكان ويلينغتون 2,275 نسمة بحسب تعداد عام 2000، وبلغ عدد الأسر 906 أسرة وعدد العائلات 615 عائلة مقيمة في المدينة. في حين سجلت الكثافة السكانية 637.3 نسمة لكل كيلومتر مربع (1,650.6/ميل2). وبلغ عدد الوحدات السكنية 1,162 وحدة بمتوسط كثافة قدره 325.5 لكل كيلومتر مربع (843.0/ميل2).
وتوزع التركيب العرقي للمدينة بنسبة 75.87% من البيض و6.95% من الأمريكيين الأفارقة و1.05% من الأمريكيين الأصليين و0.22% من الأمريكيين ذوي الأصول الآسيوية و13.23% من الأعراق الأخرى و2.68% من عرقين مختلطين أو أكثر و25.10% من الهسبانيون أو اللاتينيون من أي عرق.
بلغ عدد الأسر 906 أسرة كانت نسبة 34.4% منها لديها أطفال تحت سن الثامنة عشر تعيش معهم، وبلغت نسبة الأزواج القاطنين مع بعضهم البعض 52.5% من أصل المجموع الكلي للأسر، ونسبة 11.4% من الأسر كان لديها معيلات من الإناث دون وجود شريك،  بينما كانت نسبة 4% من الأسر لديها معيلون من الذكور دون وجود شريكة وكانت نسبة 32.1% من غير العائلات. تألفت نسبة 30.7% من أصل جميع الأسر من عدة أفراد يعيشون في نفس المنزل ونسبة 20% كانت تتألف من شخص يعيش بمفرده يبلغ من العمر 65 عاماً أو أكثر. وبلغ متوسط حجم الأسرة المعيشية 2.45، أما متوسط حجم العائلات فبلغ 3.08.
بلغ العمر الوسطي للسكان 38.2 عاماً. وكانت نسبة 28.4% من القاطنين تحت سن الثامنة عشر، وكانت نسبة 6.8% بين الثامنة عشر والرابعة والعشرين عاماً، ونسبة 23.2% كانت واقعةً في الفئة العمرية ما بين الخامسة والعشرين والرابعة والأربعين عاماً، ونسبة 19.4% كانت ما بين الخامسة والأربعين والرابعة والستين، ونسبة 19.8% كانت ضمن فئة الخامسة والستين عاماً فما فوق. يوجد لكل 100 أنثى 90.9 ذكر، ويوجد لكل 100 أنثى في الثامنة عشر من عمرها فما فوق 84.0 ذكر.
بلغ متوسط دخل الأسرة في المدينة 23,260 دولارًا، أما متوسط دخل العائلة فبلغ 30,257 دولارًا. وكان متوسط دخل الذكور 25,143 دولارًا مقابل 15,368 دولارًا للإناث. وسجل دخل الفرد الخاص بالمدينة 13,997 دولارًا. وكانت نسبة 17.4% من العائلات ونسبة 22.5% من السكان تحت خط الفقر، وكان من هؤلاء نسبة 32.7% تحت سن الثامنة عشر ونسبة 20.1% في الخامسة والستين من العمر وما فوق.

### تعداد عام 2010
بلغ عدد سكان ويلينغتون 2,189 نسمة بحسب تعداد عام 2010، وبلغ عدد الأسر 823 أسرة وعدد العائلات 572 عائلة مقيمة في المدينة. في حين سجلت الكثافة السكانية 613.2 نسمة لكل كيلومتر مربع (1,588.2/ميل2). وبلغ عدد الوحدات السكنية 1,023 وحدة بمتوسط كثافة قدره 286.6 لكل كيلومتر مربع (742.3/ميل2).
وتوزع التركيب العرقي للمدينة بنسبة 73.05% من البيض و5.62% من الأمريكيين الأفارقة و1.32% من الأمريكيين الأصليين و0.09% من الأمريكيين ذوي الأصول الآسيوية و15.40% من الأعراق الأخرى و4.52% من عرقين مختلطين أو أكثر و34.63% من الهسبانيون أو اللاتينيون من أي عرق.
بلغ عدد الأسر 823 أسرة كانت نسبة 37.8% منها لديها أطفال تحت سن الثامنة عشر تعيش معهم، وبلغت نسبة الأزواج القاطنين مع بعضهم البعض 51.9% من أصل المجموع الكلي للأسر، ونسبة 12.9% من الأسر كان لديها معيلات من الإناث دون وجود شريك،  بينما كانت نسبة 4.7% من الأسر لديها معيلون من الذكور دون وجود شريكة وكانت نسبة 30.5% من غير العائلات. تألفت نسبة 28.1% من أصل جميع الأسر من عدة أفراد يعيشون في نفس المنزل ونسبة 15.8% كانت تتألف من شخص يعيش بمفرده يبلغ من العمر 65 عاماً أو أكثر. وبلغ متوسط حجم الأسرة المعيشية 2.60، أما متوسط حجم العائلات فبلغ 3.19.
بلغ العمر الوسطي للسكان 35.5 عاماً. وكانت نسبة 29.9% من القاطنين تحت سن الثامنة عشر، وكانت نسبة 7.6% بين الثامنة عشر والرابعة والعشرين عاماً، ونسبة 22.7% كانت واقعةً في الفئة العمرية ما بين الخامسة والعشرين والرابعة والأربعين عاماً، ونسبة 22.6% كانت ما بين الخامسة والأربعين والرابعة والستين، ونسبة 17.3% كانت ضمن فئة الخامسة والستين عاماً فما فوق. وتوزع التركيب الجنسي للسكان بنسبة 48% ذكور و52% إناث.

## أعلام
- جين فروتشن
- روبرت دبليو. ميتشيل
- إزرائيل لونا
- جون هارون
- دون باين

## وصلات خارجية
- The US50 - Cities and Towns in Texas State